# پژواک‌ها
پژواک ها (به انگلیسی: Echoes)، ترانه‌ای است که در سال ۱۹۷۰ توسط گروه موسیقی پراگرسیو/سایکدلیک راکِ انگلیسی؛ پینک فلوید در آلبوم ۱۹۷۱ آن‌ها با نام فضولی منتشر شد.
پژواک‌ها با مدت زمان ۲۳ دقیقه و ۲۹ ثانیه طولانی‌ترین آهنگ آلبوم فضولی است که به تنهایی طرف دوم این آلبوم را در اختیار می‌گیرد و بعد از آهنگ مادر قلب اتمی و بدرخش ای الماس مجنون (بخش ۱ و۲ باهم)، سومین آهنگ بلند پینک فلوید به‌حساب می‌آید.
این آهنگ در فیلمِ زنده در پمپئی که گروه در سال ۱۹۷۲ منتشر کرد هم قرار دارد؛ اما در آنجا به دو قسمت (پژواک‌ها ۱ و پژواک‌ها ۲) تقسیم شد. نسخه‌ای کوتاه شده از آهنگ در آلبومی گردآوری‌شده بنام پژواک‌ها: بهترین‌های پینک فلوید نیز قرار گرفته‌است (پنجمین آهنگ).
در طی مراحل ضبط آهنگ Nothing نامیده می‌شد و در اولین اجرای زنده‌اش با نام Return of the Son of Nothing معرفی و اجرا شد.
در ساخت این آهنگ  هر چهار عضو گروه (راجر واترز، ریچارد رایت، دیوید گیلمور و نیک میسن) نقش داشتند.

## آهنگ‌سازی
برای ساخت این آهنگ از شمارِ زیادی اثرهای صوتی پیش‌رو و ناشناخته استفاده شده‌است؛ برای نمونه صدای پینگ که در ابتدای آهنگ شنیده می‌شود نتیجهٔ آزمایش‌هایی بود که گروه در اولین فصل‌های ضبط آلبوم «فضولی» بدست آورده بود. برای ساختن این اثر صوتی، یک «پیانوی بزرگ» را تقویت کردند و سیگنال‌هایش را بواسطه بلندگوی لسلی چرخان ارسال کردند.
کلید آغازی آهنگ در گام دو دیز مینور با همسرایی در گام ر-بمل ماژور است. گیلمور برای برخی از جلوه‌های صوتی خاص در استودیوی ضبط و مقدمهٔ آهنگ اجراهای زنده مابین ۱۹۷۱ تا ۱۹۷۵ از اسلاید گیتار استفاده کرد. صداهای بادمانندی که با حالت لرزان و تپش‌دار شنیده می‌شود حاصل ارتعاش سیم‌های گیتار بیس با اسلاید فولادی و تغذیه کردن این سیگنال بواسطهٔ یک Binson Echorec توسط واترز به وجود آمده‌است.
در آن روزها پینک فلوید به دلیل کمبود تکنولوژی‌های کامپیوتری؛به صورت تجربی با صداها و ابزارهای الکترونیکی برای ساخت موسیقی کار می‌کرد.
صدای مرغان نوروزی که در اواسط آهنگ شنیده می‌شود به‌طور تصادفی هنگامی که کابل‌ها به wah pedal گیلمور برگشتند؛ کشف شد. بعد از اینکه آهنگ ایجاد شد، درامر گروه؛ نیک میسن عنوان کرد: «صدای گیتار در اواسط آهنگ پژواک‌ها ناخواسته توسط گیلمور از اتصال یک پدال wah wah از عقب به جلو به‌وجود آمده، بعضی وقتا اثرهای بزرگ از روی خوش اقبالی خالص به‌وجود میان، و ما همیشه آمادهٔ دیدن یک چیزی بودیم که بشه باهاش روی آهنگ کار کرد».

## ویرایش‌های اولیه
این قطعه موسیقی از اجتماع مجموعه قطعات تجربی که به صورت جداگانه توسط هریک از اعضای گروه ساخته شده بود شکل گرفت. اولین قسمت‌های ایجاد شده «Nothing part 1» و «Nothing part 2» نام داشتند. با ساخت سایر قسمت‌ها از جمله «Son of Nothing»؛ نامِ «Nothing Parts 1-24» را به خود گرفت.
در کنسرتی که گروه در نورویچ  داشت این آهنگ به عنوان آخرین آهنگِ اجرا با نام  «Return of the Son of Nothing»
اجرا شد. بعد از پایان یافتن مراحل اصلی ضبطِ آهنگ، عنوان پژواک‌ها برای آهنگ درنظرگرفته شد.

## اجراهای زنده
این آهنگ بین سال‌های ۱۹۷۱ تا ۱۹۷۵ معمولاً پای ثابت اجراهای گروه بود. در فیلم زنده در پمپئی این آهنگ به دو نیم تقسیم شد. در اجراهای ۱۹۷۴ و ۱۹۷۵ شامل نواختن ساکسفون توسط دیک پری شد و علاوه برآن از خوانندهٔ پس‌زمینه نیز در اجراهای این آهنگ استفاده شد. گروه این آهنگ را ۱۱ بار در تور جهانی لغزش آنی در عقل به اجرا درآورد، اما به دلیل پایین بودن کیفیت اجرا آن را کنار گذاشتند و دیگر اجرا نکردند.
در سال ۲۰۰۶ و در تور آلبوم در یک جزیره، پژواک‌ها توسط دیوید گیلمور احیا شد و در آلبوم‌های زندهٔ دیوید گیلمور با نام زنده در گدانسک و آن شب را بیاد آور نیز قرار گرفت.

## پژواک‌ها و یک اودیسه فضایی
بمانند نیمه تاریک رنگین‌کمان، دربارهٔ آهنگ پژواک‌ها هم شایعهٔ بزرگی وجود دارد که حاکی از همگام‌بودن آهنگ با بخش‌هایی از فیلم استنلی کوبریک با نام یک اودیسه فضایی است، هنگامیکه با قسمتی تحت عنوان Jupiter and Beyond the Infinite یکجا پخش شود.
پژواک‌ها با مدت زمان ۲۳ دقیقه و ۳۱ ثانیه، سه سال بعد از تولید این فیلم منتشر شده بود. اثرهای صوتی در میانه‌های آهنگ حسّی مانند سفر به اعماق یا پروازکردن بر فراز یک دنیای بیگانه را نقل می‌کند.
اعضای پینک فلوید هرگونه همگام سازی عمدی را همواره رد کرده‌اند، گذشته از این، تکنولوژی این کار در یک استودیوی ضبط در آن موقع برای گروه پرخرج و سخت بود؛اگرچه گروه ساخت موسیقی متن را در سال ۱۹۶۹ برای فیلم بیشتر در کیسهٔ خود داشت. واترز گاهی اوقات عنوان می‌کرده که مشارکت نکردن گروه در موسیقی این فیلم بزرگترین شکست او بوده.

## ادعای سرقت ادبی
در مصاحبه‌ای که واترز دربارهٔ آلبوم خود مردیم از خوشی انجام داده بود، ادعا کرده بود که اندرو لوید وبر در اثر شاخص خود با نام «شبح اپرا»، از آهنگ پژواک‌ها سرقت ادبی کرده، با این حال وی گفت که قصد پیگیری قانونی را ندارد:
بله، آغاز آهنگ «شبح اپرا» از پژواک‌ها گرفته شده، *DAAAA-da-da-da-da-da*، و هنگامیکه اینو می‌شنوم نمیتونم بپذیرم که سرقتی انجام نگرفته. تمام ساختارهای این شامل نت‌ها و هرچیز دیگرش عیناً مثل پژواک‌هاست. حرام‌زاده. احتمالاً میشه از لحاظ قانونی پیگیری کرد. اما زندگی با شکایت از اندرو... لوید وبر زیادی پرزحمت میشه. — واترز (نوامبر ۱۹۹۲)

## سازندگان این آهنگ
- دیوید گیلمور – خواننده، گیتار، اثرهای صوتی
- ریچارد رایت – خواننده، کیبورد، پیانو بزرگ به واسطهٔ بلندگوی لسلی ۱۴۵،ارگ ام-۱۰۲ هموند، اثرهای صوتی
- راجر واترز – گیتار بیس، اثرهای صوتی
- نیک میسن – درام، ساز کوبه‌ای، اثرهای صوتی

## واژه‌نامه
1. ↑  grand piano
2. ↑  Live In Gdańsk